# José Joaquim Seabra

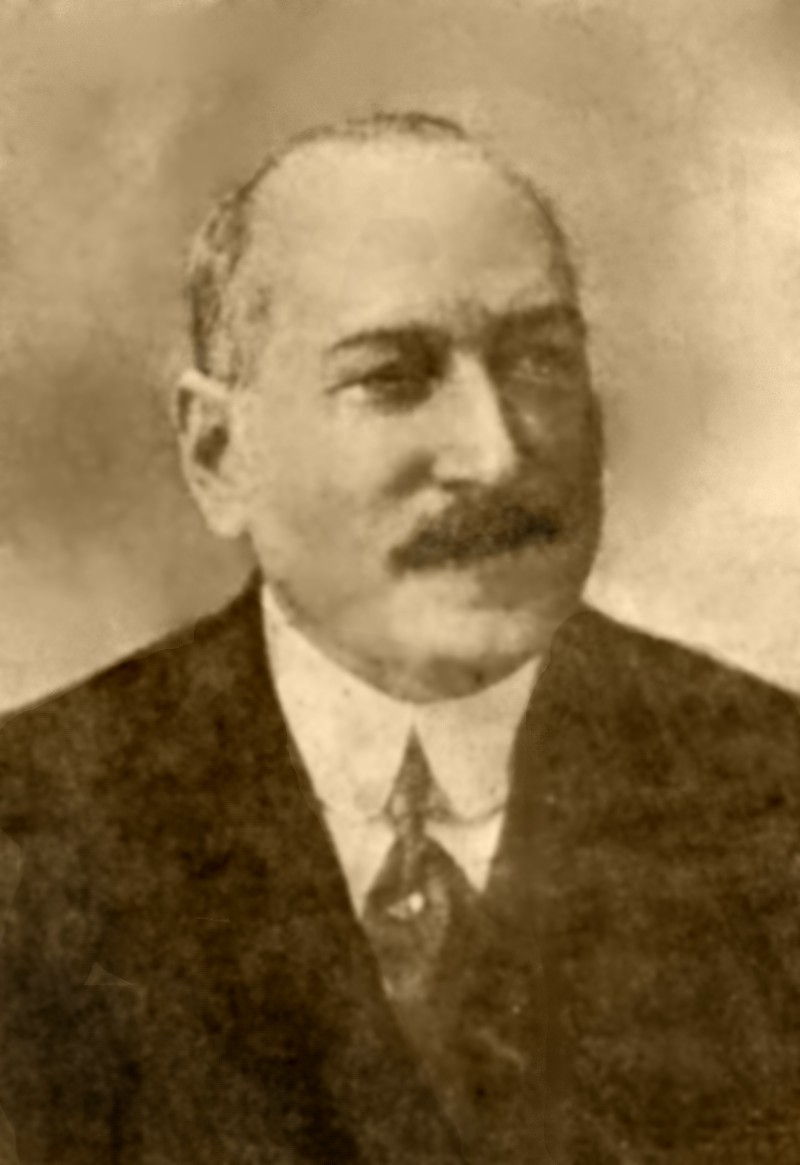
José Joaquim Seabra

José Joaquim Seabra (Salvador, 21 augustus 1855 - Rio de Janeiro, 5 december 1942), was een Braziliaans politicus.

## Biografie
José Joaquim Seabra (J.J. Seabra) studeerde rechten aan de Universiteit van Recife (deelstaat Pernambuco). In 1877 studeerde hij af. Nadien was hij hoogleraar aan de Universiteit van Recife en was hij korte tijd procureur-generaal.
J.J. Seabra probeerde bij de parlementsverkiezingen van 1889 - de laatste verkiezingen onder het keizerrijk - tevergeefs om in de Kamer van Afgevaardigden (Câmara dos Deputados) te worden gekozen. Een jaar later, in 1890, slaagde hij er in om in de Grondwetgevende Vergadering van de Republiek Brazilië te worden gekozen, en enige tijd later, in de Kamer van Afgevaardigden.
J.J. Seabra was een groot tegenstander van president Floriano Peixoto. Vanwege zijn verzet tegen de regering werd hij op last van de president verbannen, eerst naar de binnenlanden van Brazilië en daarna naar Montevideo (Uruguay). Na de amnestie van 1895 kon hij naar Brazilië terugkeren. Hij werd herkozen in de Kamer van Afgevaardigden en was onder president Francisco de Paula Rodrigues Alves in 1902 interim-minister van Buitenlandse Zaken en van 1902 tot 1906 minister van Justitie. Onder president Hermes da Fonseca was hij van 1910 tot 1912 minister van Transport en Openbare Werken; daarnaast was hij ook lid van de Federale Senaat.

## President van Bahia
J.J. Seabra was van 29 maart 1912 tot 28 maart 1916 en van 29 maart 1920 tot 28 maart 1924 president van de deelstaat Bahia.
In 1922 was Seabra kandidaat voor het vicepresidentschap. Hij kandideerde zich namens de Movimento Reação Republicana (MRR, Reactionaire Republikeinse Beweging) van Nilo Peçanha, een conservatieve beweging die gesteund werd door het leger. De officiële, regeringsgezinde kandidaat, werd echter gekozen. Na het aflopen van zijn tweede termijn als president van Bahia vertrok hij naar Europa en keerde pas in 1926, onder president Washington Luís, terug.
José Joaquim Seabra overleed op 87-jarige leeftijd, op 5 december 1942, te Rio de Janeiro.
Seabra begon zijn politieke carrière als liberaal, maar eindigde als redelijk conservatief.
- Gemeinsame Normdatei: 1057659118
- International Standard Name Identifier: 0000 0000 2778 6454
- Library of Congress Control Number: n88202621
- Système universitaire de documentation: 249519321
- Virtual International Authority File: 75414093
- WorldCat: E39PBJfh9JxjKd8fYgFpWxXPQq